# Nikkō, Tochigi
Nikkō (日光市 (Nhật Quang thị) Nikkō-shi) là một thành phố thuộc tỉnh Tochigi, Nhật Bản.

## Địa lý

### Khí hậu
| Dữ liệu khí hậu của Nikkō, Tochigi       | Dữ liệu khí hậu của Nikkō, Tochigi | Dữ liệu khí hậu của Nikkō, Tochigi | Dữ liệu khí hậu của Nikkō, Tochigi | Dữ liệu khí hậu của Nikkō, Tochigi | Dữ liệu khí hậu của Nikkō, Tochigi | Dữ liệu khí hậu của Nikkō, Tochigi | Dữ liệu khí hậu của Nikkō, Tochigi | Dữ liệu khí hậu của Nikkō, Tochigi | Dữ liệu khí hậu của Nikkō, Tochigi | Dữ liệu khí hậu của Nikkō, Tochigi | Dữ liệu khí hậu của Nikkō, Tochigi | Dữ liệu khí hậu của Nikkō, Tochigi | Dữ liệu khí hậu của Nikkō, Tochigi |
| Tháng                                    | 1                                  | 2                                  | 3                                  | 4                                  | 5                                  | 6                                  | 7                                  | 8                                  | 9                                  | 10                                 | 11                                 | 12                                 | Năm                                |
| ---------------------------------------- | ---------------------------------- | ---------------------------------- | ---------------------------------- | ---------------------------------- | ---------------------------------- | ---------------------------------- | ---------------------------------- | ---------------------------------- | ---------------------------------- | ---------------------------------- | ---------------------------------- | ---------------------------------- | ---------------------------------- |
| Cao kỉ lục °C (°F)                       | 12.7 (54.9)                        | 14.0 (57.2)                        | 16.7 (62.1)                        | 23.2 (73.8)                        | 26.4 (79.5)                        | 26.8 (80.2)                        | 30.4 (86.7)                        | 30.8 (87.4)                        | 27.6 (81.7)                        | 25.3 (77.5)                        | 19.1 (66.4)                        | 17.2 (63.0)                        | 30.8 (87.4)                        |
| Trung bình ngày tối đa °C (°F)           | −0.3 (31.5)                        | 0.6 (33.1)                         | 4.2 (39.6)                         | 10.1 (50.2)                        | 15.3 (59.5)                        | 18.0 (64.4)                        | 22.1 (71.8)                        | 22.9 (73.2)                        | 18.9 (66.0)                        | 13.7 (56.7)                        | 8.6 (47.5)                         | 2.8 (37.0)                         | 11.4 (52.5)                        |
| Trung bình ngày °C (°F)                  | −3.9 (25.0)                        | −3.5 (25.7)                        | −0.3 (31.5)                        | 5.1 (41.2)                         | 10.3 (50.5)                        | 14.0 (57.2)                        | 18.2 (64.8)                        | 18.8 (65.8)                        | 15.2 (59.4)                        | 9.6 (49.3)                         | 4.4 (39.9)                         | −1.0 (30.2)                        | 7.2 (45.0)                         |
| Tối thiểu trung bình ngày °C (°F)        | −7.9 (17.8)                        | −7.8 (18.0)                        | −4.6 (23.7)                        | 0.2 (32.4)                         | 5.5 (41.9)                         | 10.4 (50.7)                        | 14.9 (58.8)                        | 15.6 (60.1)                        | 11.9 (53.4)                        | 5.7 (42.3)                         | 0.2 (32.4)                         | −4.9 (23.2)                        | 3.3 (37.9)                         |
| Thấp kỉ lục °C (°F)                      | −16.5 (2.3)                        | −16.7 (1.9)                        | −18.7 (−1.7)                       | −11.0 (12.2)                       | −5.4 (22.3)                        | −0.4 (31.3)                        | 3.7 (38.7)                         | 6.0 (42.8)                         | −0.2 (31.6)                        | −3.9 (25.0)                        | −9.7 (14.5)                        | −14.7 (5.5)                        | −18.7 (−1.7)                       |
| Lượng Giáng thủy trung bình mm (inches)  | 57.5 (2.26)                        | 48.6 (1.91)                        | 108.5 (4.27)                       | 154.4 (6.08)                       | 177.1 (6.97)                       | 228.8 (9.01)                       | 280.5 (11.04)                      | 332.5 (13.09)                      | 409.0 (16.10)                      | 240.9 (9.48)                       | 97.6 (3.84)                        | 58.4 (2.30)                        | 2.202 (86.69)                      |
| Lượng tuyết rơi trung bình cm (inches)   | 63 (25)                            | 56 (22)                            | 57 (22)                            | 13 (5.1)                           | 0 (0)                              | 0 (0)                              | 0 (0)                              | 0 (0)                              | 0 (0)                              | 0 (0)                              | 3 (1.2)                            | 33 (13)                            | 227 (89)                           |
| Số ngày giáng thủy trung bình (≥ 1.0 mm) | 6.4                                | 6.6                                | 9.5                                | 10.7                               | 11.3                               | 14.3                               | 16.4                               | 15.3                               | 14.4                               | 11.1                               | 6.7                                | 6.2                                | 128.9                              |
| Số ngày tuyết rơi trung bình (≥ 1 cm)    | 12.9                               | 12.6                               | 11.0                               | 2.3                                | 0.1                                | 0                                  | 0                                  | 0                                  | 0                                  | 0                                  | 0.8                                | 7.2                                | 46.9                               |
| Độ ẩm tương đối trung bình (%)           | 66                                 | 65                                 | 67                                 | 69                                 | 75                                 | 87                                 | 88                                 | 89                                 | 88                                 | 83                                 | 73                                 | 69                                 | 77                                 |
| Số giờ nắng trung bình tháng             | 164.6                              | 167.0                              | 189.5                              | 187.1                              | 174.1                              | 107.8                              | 109.6                              | 128.2                              | 105.1                              | 122.8                              | 152.1                              | 153.2                              | 1.763,1                            |
| Nguồn: Cục Khí tượng Nhật Bản            |                                    |                                    |                                    |                                    |                                    |                                    |                                    |                                    |                                    |                                    |                                    |                                    |                                    |